# Benny Moré
Bartolomé Maximiliano Moré Gutiérrez (Santa Isabel de las Lajas, 24 de agosto de 1919-La Habana, 19 de febrero de 1963), más conocido artísticamente como Benny Moré, apodado «el Bárbaro del Ritmo» y «el Sonero Mayor de Cuba», fue un cantautor cubano.
Además de un innato sentido musical, estaba dotado con una fluida voz de tenor, que coloreaba y fraseaba con gran expresividad. Moré fue un maestro en todos los géneros de la música cubana, pero destacó particularmente en el son montuno, el mambo y el bolero.

## Origen
Nació en el barrio de Pueblo Nuevo de Santa Isabel de las Lajas, en la entonces provincia de Las Villas, hoy provincia de Cienfuegos, en el centro de Cuba. Era el mayor de dieciocho hermanos de una familia afrocubana humilde y campesina. Según la tradición, su tatarabuelo materno Gundo, hijo del rey de una tribu congoleña, fue capturado a los nueve años y vendido en Cuba como esclavo al propietario de una plantación llamado Ramón Paredes, adoptando el apellido de su amo bajo el nombre de Ta Ramón Gundo Paredes, según la costumbre de la época. Al pasar a la propiedad del conde de Casa Moré, dueño del central La Santísima Trinidad, pasó a llamarse Ta Ramón Gundo Moré. Siendo emancipado por el conde, mantuvo el apellido Moré, muriendo como liberto a la edad de noventa y cuatro años. Siendo el propio músico hijo de una unión ilegítima (se dice que su padre fue Silvestre Gutiérrez), recibió el apellido de su madre, Virginia Moré, quien a su vez lo había recibido de su abuela Patricia y de su bisabuela Julia, todas descendientes de uniones ilegítimas con hombres blancos, que no reconocieron a sus hijos, adoptando por tanto el apellido materno trasmitido de su tatarabuelo Gundo Moré. 

## Carrera musical
Bartolomé aprendió a tocar la guitarra en su infancia. Según el testimonio de su madre, Virginia Moré, se fabricó su primer instrumento, a la edad de seis años, con una tabla y un carrete de hilo. Abandonó la escuela a edad muy temprana para dedicarse a las labores del campo. A los dieciséis años, en 1935, formó parte de su primer conjunto musical. En 1936, cuando contaba con diecisiete años, dejó su ciudad natal y se trasladó a La Habana, donde se ganaba la vida vendiendo «averías», es decir, frutas y verduras estropeadas, así como hierbas medicinales. Seis meses más tarde, regresó a Las Lajas, donde trabajó cortando caña con su hermano Teodoro. Con el dinero obtenido y los ahorros de su hermano, compró su primera guitarra decente.[cita requerida]
En 1940 regresó a La Habana. Vivía precariamente, tocando en bares y cafés y pasando después el sombrero. Su primer éxito fue ganar un concurso en la radio. A principios de los años 1940, la emisora de radio CMQ tenía un programa llamado Corte Suprema del Arte, cuyos ganadores eran contratados y se les daba la posibilidad de grabar y cantar sus canciones. Los perdedores eran interrumpidos, con el sonido de una campana, sin dejarles terminar su actuación. En su primera aparición, la campana sonó apenas Benny había empezado a cantar. Sin embargo, volvió a competir más tarde y obtuvo el primer premio. Entonces consiguió su primer trabajo estable con el Conjunto "Cauto", liderado por Mozo Borgellá. Cantó también con éxito en la emisora CMZ con el Sexteto "Fígaro" de Lázaro Cordero. En 1944 debutó en la emisora 1010 con el Cuarteto "Cauto".

### Con el Trío Matamoros
Siro Rodríguez, del Trío Matamoros, oyó cantar a Benny Moré en el bar El Templete y quedó gratamente impresionado. Poco después, a causa de una indisposición de Miguel Matamoros poco antes de una actuación, Borgellá envió a Benny para sustituirlo. Tras esta incorporación poco menos que casual, Benny permanecería ligado durante años a los Matamoros, con los que realizó numerosas grabaciones. Reemplazó como cantante principal a Miguel Matamoros, quien se dedicó en exclusiva a dirigir el conjunto.
En junio de 1945 viajó con el Conjunto Matamoros a México, donde actuó en dos de los más famosos cabarets de la época, el Montparnasse y el Río Rosa. Realizó varias grabaciones. Aunque el Conjunto Matamoros regresó a La Habana, Moré permaneció en México. Según parece, allí adquirió su nombre artístico, a sugerencia de Rafael Cueto.
En 1946 Benny Moré se casó con la enfermera mexicana Juana Bocanegra Durán y su padrino de boda fue el afamado cantante mexicano Miguel Aceves Mejía. Durante un tiempo actuó en el Río Rosa formando parte del Dueto Fantasma, con Lalo Montané. También en esta época grabó para la compañía discográfica RCA Victor los temas "Me voy pal pueblo" y Desdichado, junto a la orquesta de Mariano Mercerón.
Con Dámaso Pérez Prado grabó Babarabatiri, Anabacoa, Locas por el mambo, Viejo cañengo, El suave, Que cinturita, María Cristina, Pachito eche, entre otros temas. Empezó a conocérsele como El Príncipe del Mambo. Con Pérez Prado grabó también "Dolor carabalí", que el propio Benny Moré consideraba su mejor grabación con el rey del mambo, y no quiso nunca volver a grabar.
En abril de 1952 regresó a Cuba. Aunque era una estrella en varios países latinoamericanos, como México, Venezuela, Panamá, Colombia, Brasil y Puerto Rico, apenas era conocido en su patria. La canción Bonito y sabroso fue su primera grabación en Cuba y su primer éxito. Alternó actuaciones en vivo para la emisora Cadena Oriental con viajes a La Habana para grabar en los estudios de la RCA. Entre 1950 y 1951 grabó muchas otras canciones, como La cholanguengue, Candelina Alé, Rabo y oreja, entre otras.
En La Habana trabajó también para la emisora RHC Cadena Azul, con la orquesta de Bebo Valdés, quien le inició en un nuevo estilo llamado batanga. El presentador del programa, Ibrahim Urbino, le dio el sobrenombre de El Bárbaro del Ritmo (la razón parece ser que Benny interpretaba para esta emisora un número titulado "¡Ah, Bárbara!"). Tuvo la oportunidad de grabar con Sonora Matancera, pero declinó la oferta por no estar especialmente interesado en su estilo musical ("porque a él esa Sonora, nunca le había sonado", según Leonardo Acosta).
Cuando pasó la moda del batanga, Benny fue contratado por Radio Progreso para actuar con la orquesta de Ernesto Duarte Brito, con cuya orquesta grabó el célebre bolero "Cómo fue". Además de en la radio, actuó en salas de baile, cabarets y fiestas. En 1952 grabó con la Orquesta Aragón de Cienfuegos, a la que ayudó a introducirse en el mundo musical habanero. En 1953 grabó el mambo "Así es la humanidad" (grabada también para Johnny Bosch).

### La Banda Gigante
La primera actuación de la Banda Gigante de Benny Moré tuvo lugar en el programa Cascabeles Candado de la emisora CMQ. La banda estaba compuesta por más de 40 músicos y solo era comparable en tamaño con la big band de Xavier Cugat.
Cabe destacar que la Banda Gigante, aunque grande, contaba con una organización melódica única en su tipo, además de que contaban con el talento de saber improvisar al momento que su director Benny Moré lo decidía.
Entre 1954 y 1955 la Banda Gigante se hizo inmensamente popular. Entre 1956 y 1957 hizo una gira por Venezuela, Jamaica, Haití, Colombia, Panamá, México y Estados Unidos, donde actuó en la ceremonia de entrega de los Oscar. En La Habana actuaron en las más célebres salas de baile, como La Tropical y La Sierra.
Al triunfar la Revolución Cubana en 1959, Benny Moré optó por permanecer en la isla. En 1960 empezó a actuar también en el cabaret Night and Day. Se le ofreció una gira por Europa, que Moré rechazó por miedo a volar (nada extraño si se tiene en cuenta que anteriormente se había visto envuelto en tres accidentes aéreos).

### Muerte
Murió en Cuba, el 19 de febrero de 1963, de cirrosis hepática.
Su última presentación ocurrió el domingo 17 de febrero de 1963, en Palmira, Cienfuegos, a unos kilómetros de Santa Isabel de las Lajas, su pueblo natal. Una presentación llena de leyendas. Se cuenta que tuvo la ruptura de una várice esofágica, consecuencia de la cirrosis hepática que arrastraba desde antes de partir hacia México en 1945. En esas condiciones, después de vomitar sangre, subió al escenario y cantó como nunca. El doctor Luis Ruiz recordaba que, antes de esa actuación, Benny se llegó hasta Santa Isabel de las Lajas, para encontrarse con su madre y sus familiares y conocer sobre la construcción de la casa, que personalmente estaba atendiendo.[cita requerida]
Según el doctor Amín E. Naser, "durante su viaje a Lajas tuvo un vómito de sangre. Llega a Lajas y desde el mediodía del sábado 16 hasta el atardecer permaneció acostado y volvió a vomitar sangre. A pesar de sentirse muy mal, viajó a Palmira para su próxima presentación pero seguía decaído y débil, en el intermedio de la función toma un breve descanso y acude nuevamente al escenario. Canta Dolor y perdón, Maracaibo y Qué bueno baila usted.[cita requerida]
Muchos amigos y familiares consideran que desde el primer momento que Benny vomita sangre, debió ir a un hospital cercano en Cienfuegos y recibir atención médica urgente con tranfusiones de sangre. Pero tardaron demasiado en atenderlo en un hospital con todas las posibilidades. Se desgastó mucho en su última actuación, pero quiso quedar bien con su público.[cita requerida]
De Palmira regresó urgentemente a La Habana. Benny no quería ingresar en ningún hospital, quería estar en su casa con sus hijos y allí esperar la muerte. El domingo 17 mejoró algo, pero al amanecer del lunes 18 de febrero vuelve a ponerse mal y su médico decide ingresarlo. Benny le dice: "Mi hermano, me cogió la rueda". Lo montaron en una ambulancia rumbo al Instituto Nacional de Cirugía, antiguo Hospital de Emergencias, en la avenida Carlos III casi esquina a Infanta.[cita requerida]
Llegó en estado de coma, aparecieron complicaciones pulmonares y renales. Su respiración se dificultó y su presión arterial comenzó a bajar. Mantiene fiebre de 39 y no aparecen defensas a los tratamientos. Su estado era muy grave. En esos días, en La Habana se celebraba el I Congreso Médico Internacional, y al propagarse la noticia de la gravedad de Benny, se personó el doctor Machado Ventura, quien con otros galenos nacionales y extranjeros participó en una junta médica.[cita requerida]
Moré falleció a las 9 y 15 de la noche del martes 19 de febrero de 1963. Pepe Olmo, cantante de la Orquesta Aragón, dijo que había terminado una era musical: "Después vino otra, pero esta era finalizó con Benny Moré."[cita requerida] Fue enterrado en el cementerio de su ciudad natal San Miguel de las Lajas, siendo su tumba visitada a menudo por sus fanáticos.

## Homenajes póstumos y reconocimientos
La vida de Beny Moré es narrada en la novela de Faisel Iglesias Qué bueno baila Usted, publicada en 2009.
Igualmente, Beny Moré aparece como personaje de la novela La isla de los amores infinitos (Grijalbo, 2006), de la escritora cubana Daína Chaviano, quien además concluye su novela con un capítulo titulado "Hoy como ayer", considerada una de sus mejores interpretaciones.[cita requerida]
En 2006, se estrenó la película El Benny, una ficción sobre la vida de Moré. La música es de Los Van Van, Chucho Valdés y el grupo Orishas, entre otros.[cita requerida]
Óscar D’León sacó una versión de su canción “Qué bueno baila usted”, donde también le brinda homenaje a Benny Moré.[cita requerida]
En la Fonoteca Nacional en México se colocará una placa, en su honor.

## Algunas composiciones
- "Bonito y sabroso", mambo
- "Santa Isabel de Las Lajas", son montuno
- "Qué bueno baila usted", son montuno
- "Asì es la humanidad" (1953), mambo
- "Vertiente Camaguey", son
- "Cienfuegos", guajira
- "Se te cayó el tabaco", guaracha
- "Locas por el mambo", mambo
- "Conocí la paz", bolero
- "Dolor y perdón", bolero
- "Mi amor fugaz", bolero
- "No te atrevas", bolero
- "De la rumba al cha-cha-chá", guaguancó, cha cha chá
- "Rumberos de ayer", rumba
- "Cinturita", mambo
- "Rumberos de ayer", guaracha mambo
- "Dolor Karabaly", mambo
- "Francisco-Guayabal", son montuno
- "Yiri yiri bon", guaracha mambo
- "A mi padre", bolero
- Camarera de mi amor", bolero mambo

## Discografía
- 1971 - Beny Moré, DICAP
- 1992 - Beny Moré, de verdad, EGREM
- 1994 - Beny Moré en vivo, RTV Comercial/Discmedi
- 2001 - Beny Moré & Pérez Prado (2 CD), Orfeón Records
- 2004 - Bárbaro del Ritmo (1948-1950), Tumbao Cuban Clasix
- 2019 - Remix for Beny (Compilación de Remix de Djs de Mundo tributo al Centenario de Beny Moré),Guámpara Music